# Karol Grzegorczyk
Karol Grzegorczyk (ur. 12 września 1984 w Pile) – polski lekkoatleta specjalizujący się w biegach krótkich 400m.
Wychowanek klubu PLKS Gwda Piła. Złoty medalista mistrzostw świata juniorów młodszych, które w 2001 roku zorganizowano w Debreczynie we wschodnich Węgrzech na dystansie 400 metrów, podczas tej imprezy zdobył również złoty medal biegnąc na ostatniej zmianie polskiej sztafety szwedzkiej, która w biegu finałowym, rozegranym 15 lipca 2001 ustanowiła  rekord świata - 1:50,46 (wynik ten został pobity dopiero osiem lat później przez sztafetę USA. W tym samym roku wywalczył też, wraz z kolegami, złoto mistrzostw Europy juniorów w Grosseto w sztafecie 4x400. Dwa lata później na imprezie tej samej rangi - także w biegu sztafetowym 4x400 - zdobył srebro. Rekordy życiowe: bieg na 200 m - 21,45 (31 sierpnia 2002, Zamość); bieg na 400 m - 46,64 (18 sierpnia 2002, Poznań).

## Progresja wyników

### Bieg na 200 m
| Rok  | Wynik | Data        | Miejsce      | Uwagi       |
| ---- | ----- | ----------- | ------------ | ----------- |
| 2000 | 22,50 | 11 czerwca  | Polska       | wiatr +1.80 |
| 2001 | 21,48 | 5 sierpnia  | Kowno        | wiatr -0.50 |
| 2002 | 21,45 | 31 sierpnia | Zamość       | wiatr 0.0   |
| 2003 | 21,80 | 8 czerwca   | Poznań       | wiatr - 1.3 |
| 2004 | 21,59 | 16 maja     | Poznań       | wiatr + 1.8 |
| 2005 | 21,62 | 17 sierpnia | Międzyzdroje | wiatr + 0.7 |

### Bieg na 400 m
| Rok  | Wynik | Data        | Miejsce   | Uwagi   |
| ---- | ----- | ----------- | --------- | ------- |
| 2000 | 49,60 | 16 września | Polska    | Wrocław |
| 2001 | 46,86 | 29 września | Białogard |         |
| 2002 | 46,64 | 18 sierpnia | Poznań    |         |
| 2003 | 47,38 | 15 czerwca  | Warszawa  |         |
| 2004 | 46,76 | 11 września | Kraków    |         |
| 2005 | 46,97 | 12 czerwca  | Warszawa  |         |